# Mowses Kaghankatuazi
Movses Kaghankatvatsi (armenisch Մովսէս Կաղանկատուացի Movses Kaġankatvac’i, auch: Movses Daskhurantsi armenisch Մովսէս Դասխուրանցի Movses Dasxuranc’i) ist der Überlieferung zufolge der Autor eines klassischen historiographischen Werkes über das kaukasische Albanien und die östlichen Provinzen von Armenien im zehnten Jahrhundert in Altarmenisch: Das Patmutʿiwn  Ałuanicʿ (Պատմութիւն Աղուանից, dt.: Geschichte der kaukasischen Albanier, History of the Country of Albania).

## Urheberschaft
Der erste Historiker, der Movses’ Werk erwähnt, war der mittelalterliche armenische Rechtsgelehrte Mkhitar Gosh, der ihn als „Movses Daskhurantsi“ bezeichnet.
Ein späterer Historiker, Kirakos Gandzaketsi, der Autor der Geschichte Armeniens, bezieht sich auf eine Aussage in der Geschichte selbst, wo er den Namen des Autors als Movses Kaghankatvatsi wiedergibt. Die fragliche Aussage (B. II, Kap. 11) lautet:

„Als der Feind erfuhr, was geschehen war, verfolgten sie sie und überholten die Gruppe von ihnen am Fuß des Berges gegenüber dem großen Dorf Kaghankatuik, welches in der selben Provinz Uti liegt, wo ich herkomme.“

Movses erzählt die Hasaren-Invasion in Transkaukasien (Third Perso-Turkic War) und andere Ereignisse bis zum siebten Jahrhundert im Buch I und II der Geschichte.
Buch III dieser Geschichte unterscheidet sich von den beiden ersten im Bezug auf den sprachlichen Stil und den Inhalt. Es behandelt die Kaspischen Expeditionen der Rus (Каспийские походы русов) und deren Eroberung von Partav im zehnten Jahrhundert.
Aufgrund der zeitlichen Lücke und der Unterschiede im Schreibstil erscheint die Zuordnung des gesamten Werkes zu einem einzelnen Autor fraglich. Darum werden gewöhnlich zwei aufeinanderfolgende Autoren oder Herausgeber angenommen:
Kaghankatvatsi (7. Jh.) als Autor von B. I und B. II, und Daskhurantsi (10. Jh.) als Herausgeber von Kaghankatuazis Text und Autor von B. III.

## Ausgaben und Übersetzungen

### Grabar (Altarmenisch)
- History of Aghuank in original Old-Armenian. (Մովսէս Կաղանկատուացի.Պատմութիւն Աղուանից աշխարհի), critical text and introduction by Varag Arrakelian. Matenadaran Institute of old manuscripts after Mesrob Mashtots. Armenian SSR Academy of Sciences, Jerewan 1983.

### Russische Übersetzung
- Movses Kaghankatvatsi: История страны Алуанк. (translated by Š.V. Smbatian) Matenadaran, Jerewan 1984.

### Georgische Übersetzung
- Alvantʻa kʻveqnis istoria. übers. L. Davlianidze-Tatishvili Tbilisi 1985.

### Englische Werkausgaben
Movsēs Dasxuranc'i:
- The History of the Caucasian Albanians. (translated by C. F. J. Dowsett) London Oriental Series, Vol. 8. London 1961.
- The History of the Aghuans. (translated by R. Bedrosian) New Jersey 2010.